# Delinquent Girl Boss: Blossoming Night Dreams
Delinquent Girl Boss: Blossoming Night Dreams  (ずべ公番長 夢は夜ひらく?, Zubekō banchō: yume wa yoru hiraku) è un film del 1970, diretto da Kazuhiko Yamaguchi. È il primo film della serie Delinquent Girl Boss ed è considerato il primo lungometraggio appartenente al genere Pinky Violence. Lanciò nel novero delle star del genere l'attrice Reiko Oshida.

## Trama
Rika è una ragazza di 19 anni, appena uscita dal riformatorio. Decisa a cambiare vita, la ragazza trova lavoro in una lavanderia, ma viene licenziata dopo che il suo datore di lavoro ha tentato di stuprarla e la moglie di questi ha accusato Rika di aver provocato il marito.
Rika trova quindi lavoro in un night club gestito da Umeko, in cui lavorano altre ragazze ribelli che hanno frequentato il riformatorio. Rika sembra aver trovato la tranquillità e incontra anche un suo vecchio amico, ma quando le cose stanno procedendo bene appare un gruppo di yakuza che vuole ottenere a tutti i costi il controllo del night club di Umeko.
Rika viene sequestrata e pestata a sangue. In seguito alla morte di una ragazza che lavora al night club, Umeko decide di vendicarsi e si reca dagli yakuza brandendo una katana. In suo aiuto arrivano Rika e le altre ragazze del night club, che uccidono tutti gli yakuza e vengono quindi arrestate.

## Seguiti
- Delinquent Girl Boss: Tokyo Drifters (ずべ公番長 東京流れ者?, Zubekô banchô - Tôkyô nagaremono)
- Delinquent Girl Boss: Ballad of Yokohama Hoods (ずべ公番長 はまぐれ数え唄?, Zubeko banchô - Hamagure kazoe uta)
- Delinquent Girl Boss: Worthless to Confess (ずべ公番長 ざんげの値打もない?, Zubekō banchō - Zange no neuchi mo nai)